# La Luz, Penjamillo
La Luz är en ort i Mexiko.   Den ligger i kommunen Penjamillo och delstaten Michoacán de Ocampo, i den centrala delen av landet, 300 km väster om huvudstaden Mexico City. La Luz ligger 1 686 meter över havet och antalet invånare är 846.
Terrängen runt La Luz är kuperad söderut, men norrut är den platt. La Luz ligger nere i en dal. Runt La Luz är det ganska glesbefolkat, med 43 invånare per kvadratkilometer. Närmaste större samhälle är Penjamillo de Degollado, 5,4 km sydväst om La Luz. I omgivningarna runt La Luz växer huvudsakligen savannskog.